# Arenostola suffusa
Arenostola suffusa là một loài bướm đêm trong họ Noctuidae.